# Parachordodes megareolatus
Parachordodes megareolatus är en tagelmaskart som beskrevs av Schmidt-Rhaesa, Chung och Sohn 2003. Parachordodes megareolatus ingår i släktet Parachordodes och familjen Chordodidae. Inga underarter finns listade i Catalogue of Life.